# Barrasford
Barrasford – wieś w Anglii, w hrabstwie Northumberland. Leży 35 km na zachód od miasta Newcastle upon Tyne i 416 km na północ od Londynu.